# Rudolf Scharizer
Rudolf Scharizer (* 1. April 1859 in Freistadt; † 14. Dezember 1935 ebenda) war ein österreichischer Mineraloge und Petrograph.

## Leben
Scharizer wurde als Sohn eines Grundbuchführers geboren und besuchte das Gymnasium in Freistadt. Er studierte 1877 bis 1880 Mineralogie, Geologie und Chemie an der Universität Wien und war Demonstrator bei dem Mineralogen Albrecht Schrauf. 1882 absolvierte er die Lehramtsprüfung für Gymnasien (Mathematik, Physik, Naturgeschichte) und ein Probejahr am Akademischen Gymnasium in Wien. 1883 wurde er bei Schrauf und Gustav Tschermak zum Dr. phil. promoviert (Der Basalt von Ottendorf in Österreichisch-Schlesien), wurde Assistent am Mineralogischen Museum der Universität Wien und 1886 Privatdozent für chemische Mineralogie an der Hochschule für Bodenkultur in Wien, an der er sich 1885 habilitierte. 1888 wurde er Privatdozent für Mineralogie an der Universität Wien und unternahm 1888/1889 eine Studienreise durch Europa. 1891 wurde er außerordentlicher Professor und 1894 Professor an der Universität Czernowitz, an der er 1896/1897 Dekan und 1902/1903 Rektor war. 1905 wurde er Ehrenbursch der Akademischen Burschenschaft Arminia Czernowitz. 1909 wurde er ordentlicher Professor an der Universität Graz, deren Rektor er 1916/1917 war. 1930 wurde er emeritiert und befasste sich mit Heimatforschung.
Er befasste sich vor allem mit Eisensulfat-Mineralen sowie mit der Mineralparagenese ganz allgemein und schrieb  ein Lehrbuch der Mineralogie und Geologie für Mittelschulen.
1895 wurde er Mitglied der Leopoldina und 1927 Ehrenmitglied des Naturwissenschaftlichen Vereins der Steiermark. 1921 wurde er Hofrat.

## Schriften
- Die Eisensulfate. In: Cornelio August Doelter, Hans Leitmeier: Handbuch der Mineralchemie. Theodor Steinkopff, Dresden/Leipzig 1929.
- Franz Angel und Rudolf Scharizer: Grundriß der Mineralparagenese. Julius Springer, Wien 1932.
- Lehrbuch der Mineralogie und Geologie für die oberen Klassen. 1892 (viele Neuauflagen bis 1919).